# هندسة لاإقليدية

يعبر مصطلح الهندسة اللاإقليدية في علم الرياضيات عن الهندسة الإهليلجية والهندسة الزائدية والتي هي مقابل الهندسة الإقليدية. الفرق الأساسي بين الهندسة الإقليدية والهندسة اللاإقليدية هو في طبيعة المستقيمات المتوازية. حيث تنص مسلمة إقليدس الخامسة أن في المستوي الثنائي الأبعاد من أجل أي مستقيم l ونقطة A لا تقع على المستقيم l يوجد مستقيم وحيد يمر من A ولا يتقاطع مع l. في الهندسة الزائدية يوجد عدد لانهائي من المستقيمات التي تمر بـ A بدون أن تقطع l بينما في الهندسة الإهليلجية فإن المستقيمين المتوازيين يتقاربان ومن ثم يتقاطعان.

## مبادئ الهندسة اللاإقليدية
الفرق الأساسي بين الهندسة اللاإقليدية والهندسة الإقليدية هو في التعديل على المسلمة الإقليدية الخامسة  والتي تعرف باسم مسلمة التوازي. وعليه تقسم إلى الهندسة الزائدية والهندسة الإهليلجية ولكل منها افتراضاته وقواعده الرياضية. تلعب الهندسة الإهليلجية دوراً هاماً في النظرية النسبية وفي هندسة الفضاء الزمني. إن المبادئ التي تم تطبيقها على المستويات اللاإقليدية من الممكن مشاهدتها في الفضاء ثلاثي البعد. إن شريط موبيوس وزجاجة كلاين كلاهما أجسام كاملة ذات سطح واحد من المستحيل تمثيلهما في المستوي الإقليدي.

## أشكال الهندسة اللاإقليدية

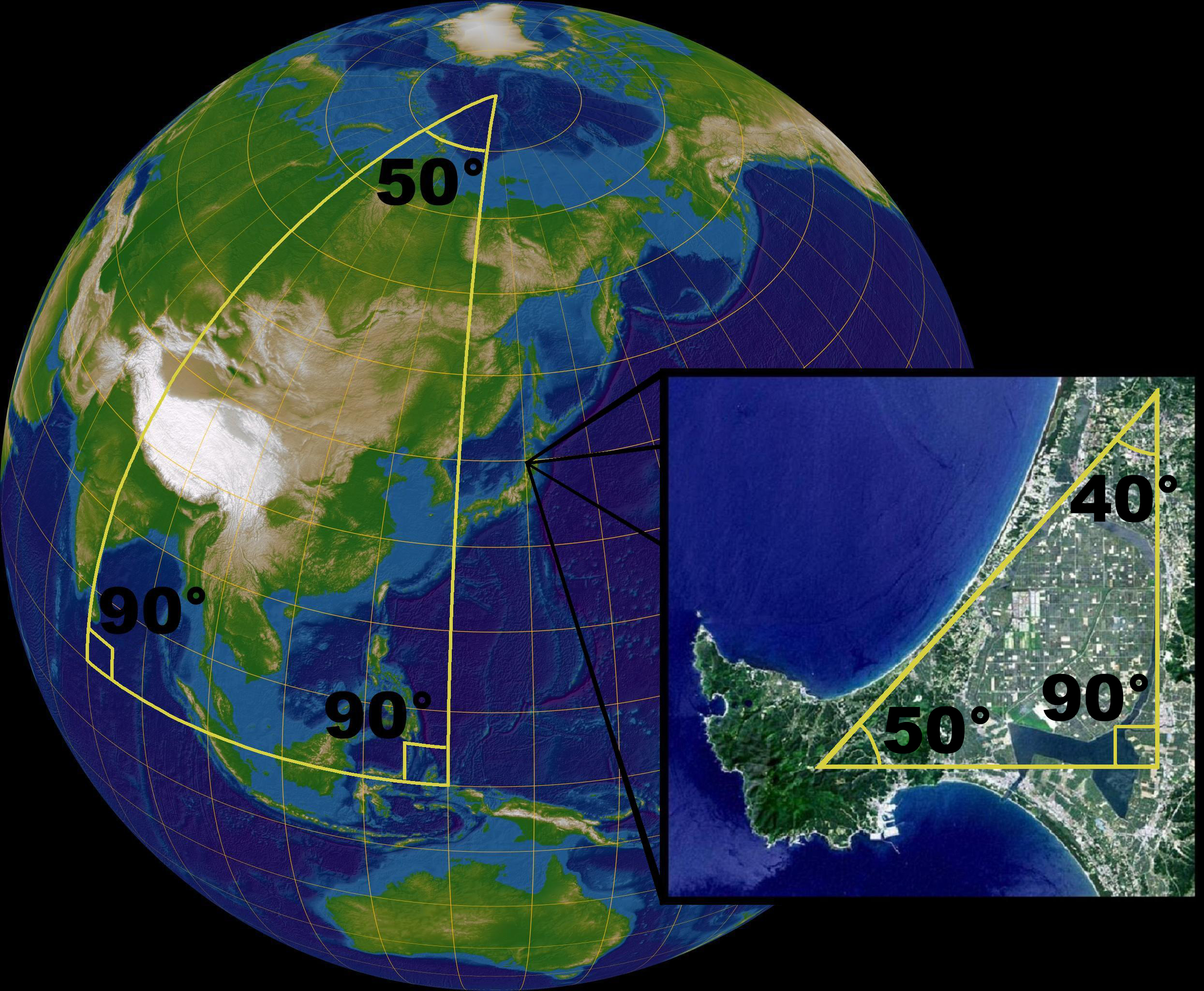
على كرة، مجموع قياس الزوايا الثلاث لمثلث لا يساوي مائة وثمانين درجة. سطح كرة ليس بفضاء إقليدي. لكن محليا، تصير قوانين الهندسة الإقليدية تقريبات جيدة. في مثلث صغير موجود على سطح الأرض، يقترب كثيرا مجموع قياس زواياه من مائة وثمانين درجة.

### هندسة القطع الناقص (الإهليلجية)
أبسط شكل من أشكال الهندسة الإهليلجية هي الكرة حيث تكون المستقيمات دوائر كبيرة (مثل دائرة خط الاستواء في الكرة الأرضية). في هندسة القطع الناقص، من أجل أي مستقيم l ونقطة A لا تقع على l فإن جميع المستقيمات المارة من A ستتقاطع مع l.

### هندسة القطع الزائد (الزائدية)
في الهندسة الزائدية، من أجل أي مستقيم l ونقطة A لا تقع على المستقيم l يوجد عدد لانهائي من المستقيمات التي تمر بـ A بدون أن تقطع l.